# 千綿村
千綿村（ちわたむら）は、長崎県東彼杵郡の中部にあった村。1959年（昭和34年）に北隣の彼杵町と合併し、東彼杵町となった。
現在の東彼杵町の南部にあたる。

## 地理
- 山：琴平山、国見岳、遠目山、飯盛山、武留路山
- 高原：大野原高原
- 河川：千綿川、江の串川、串川、塩鶴川
- 溜池：鹿丸池[2]、三井木場池、中池、蕪池、綿打堤、太田代池

## 沿革
- 1889年（明治22年）4月1日 - 町村制施行により、東彼杵郡千綿村が単独村制にて発足。
- 明治末期 - 大野原牧場（太ノ浦郷）が陸軍省に買収され、演習場となる。（現・陸上自衛隊大野原演習場）
- 1928年（昭和3年）4月20日 - 当村域に日本国有鉄道長崎本線（後に分離され大村線）の千綿駅が開業。
- 1949年（昭和24年）5月25日 - 昭和天皇が村役場に行幸（昭和天皇の戦後巡幸）[3]。
- 1959年（昭和34年）5月1日 - 彼杵町と合併して東彼杵町が発足し、自治体として消滅。
- 1963年（昭和38年）- 東彼杵町の武留路郷（旧千綿村）が大村市に編入。

## 地名
郷を行政区域とする。千綿村は1889年の町村制施行時に単独で自治体として発足したため、大字は無し。
- 蕪郷（かぶら）
- 木場郷（こば）
- 里郷
- 宿郷（しゅく）[4]
- 瀬戸郷
- 駄地郷（だじ）
- 太ノ浦郷
- 遠目郷
- 中岳郷
- 八反田郷（はったんだ）
- 一ツ石郷
- 平似田郷
- 武留路郷（むるろ）

## 産業
漁業および農業を主産業とする。特に江戸期より続く茶業が盛んな地域である。

## 交通

### 鉄道
日本国有鉄道
- 大村線

（彼杵町） - 千綿駅 - （大村市:旧松原村）

## 名所・旧跡
- 小峠古墳
- 四十八潭
- 龍頭泉

## 千綿村出身の著名人
- 寺井知高（剣道家、居合道家）
- 山口尚章（瀬戸郷出身、内務官僚、初代大村市長）